# 曼德拉縣
曼德拉縣是印度的一個縣，位於該國中部，由中央邦負責管轄，面積8,771平方公里，識字率為68.28%，人口在2001至2011年期間增長17.81%，2011年人口1,053,522，人口密度每平方公里120人。

## 外部連結
- Mandla District web site （页面存档备份，存于）

22°42′N 81°00′E / 22.700°N 81.000°E